# 東部グループ
DBグループ（とんぶグループ）は、大韓民国の企業グループ。財閥。

## 概要
1969年に東部建設を創業した後、経営の多角化を進めて1990年代には新興勢力ながら、2000年度までには20大財閥の一角にまで発展したが、2010年代に入ると経営が悪化し、企業の切り離しや立て直しが進められている。

## 2010年代の経営危機
2009年、唐津市に一貫製鉄所を建設した東部製鉄であったが、景気減退による需要減と中国製鉄鋼との価格競争に敗れ、2014年には2兆6000億ウォンの負債を抱えることとなった。2014年7月に迎える社債の償還が困難となった。東部グループは東部製鉄の自主経営を断念し、韓国産業銀行など債権団の管理下にゆだねることとなった。この時点で、グループの負債額が自己資本の4倍を超えており、過剰債務の企業がグループの系列51社中24社を占めていた。
半導体を生産する東部ハイテクなど好況に恵まれた企業もあったが、グループの中核であった東部建設も事実上倒産。2017年には、創業家出身のグループ会長、金俊起（キム・ジュンギ）が女性秘書からセクシャル・ハラスメントで訴えられたことにより辞任するなどの混乱も生じた。
東部製鉄については売却先探しが難航したが、2019年6月13日、KGグループとプライベート・エクイティ・ファンドが組んだコンソーシアムが第三者割当増資3,600億ウォンを引き受ける契約を結んだことを発表した。

## 現在、過去の主な企業
- 東部建設
- 東部製鉄
- 東部ハイテック
- 東部大宇電子
- 東部損害保険
- 東部金融投資
- 東部ファーム韓農